# First mesopleuro-mesonotal muscle
First mesopleuro-mesonotal muscle, mięsień pl2-t2a (pl. "pierwszy mięsięń mezopleuralno-mezonotalny") – mięsień tułowia niektórych owadów.
Mięsień śródtarczki stwierdzony u błonkówek. Wychodzi z brzusznej strony mesopectusa i przyczepia się do śródtarczki, bocznie do notaulix (lub parapsidial line) i środkowo do parascutal carina. Stanowi grzbietowo-brzuszny niebezpośredni mięsień uczestniczący w locie. Jest niebezpośrednim elewatorem przedniego skrzydła